# Etničke grupe Malte
Etničke grupe Malte: 407,000 stanovnima (UN Country Population; 2007). 10 naroda
- Angloaustralci 600 (15,270,000	u 19 zemalja)
- Anglokanađani 200.
- Arapi, 2,000. Na otoku su prisutni od 836. Malteški Arapi govore arapski, po vjeri su muslimani.
- Britanci, 9,100 (50,582,000 u 206 država)
- Francuzi, 200. Po vjeri rimokatolici.
- Grci, 100
- Indopakistanci, 60
- Maltežani, 378,000. Ukupan broj iznosi 567,000, od čega razlika otpada na još 7 zemalja u kojima žive, to su: Australija, Kanada, Italija, Libija, Tunis, UK, SAD. Semitski narod porijeklom su od Kartažana (Feničana) koji su se pomiješali s pridošlim Grcima, Rimljanima, Normanima, Arapima, Talijanima i Britancima. jezik (malteški) pripada semitskim jezicima i ima 7 dijalekata
- Talijani, 5,600
- Židovi (malteški), 60 duša (25 obitelji). Na otok se naseljavaju oko 1500 prije Krista.

## Vanjske poveznice
- Malta
- Malta  Arhivirana inačica izvorne stranice od 5. ožujka 2016. (Wayback Machine)